# Масований ракетний обстріл України 26 січня 2023
26 січня 2023 року, в ході російського вторгнення в Україну, російські військові завдали чергового масованого ракетного удару по енергетичній інфраструктурі України (13-й масований удар за даними прем'єр-міністра України).
ЗСУ повідомляли про запуск по українській критичній інфраструктурі 59 ракет, 47 з яких збила протиповітряна оборона, іще 17 ударів було завдано БПЛА типу Shahed-136.
Станом на 15:00 26 січня 2023 року відомо про 11 загиблих та 11 постраждалих внаслідок атаки.

## Обстріл
Обстріли почались іще вночі з 25 на 26 січня 2023 року масовими пусками БПЛА-камікадзе типу Shahed 136. Також було завдано удару ракетами від ЗРК С-300 по об'єкту критичної інфраструктури в Запорізькому районі, внаслідок якого загинули три людини, іще семеро поранені. Було зруйновано технічне обладнання та споруди. Близько 10:00 ворог завдав повторного удару, коли на об'єкті працювали рятувальники та слідчі.
| Регіон                                                | Місце                                                 | Ракета                                                | Збито                                               | Влучання, загиблі/поранені                             |
| ----------------------------------------------------- | ----------------------------------------------------- | ----------------------------------------------------- | --------------------------------------------------- | ------------------------------------------------------ |
| Дніпропетровська обл.                                 | Дніпро                                                | 5В55                                                  | 0/20                                                | нічний ракетний удар, наслідки не встановлено          |
| Запорізька обл.                                       | Запорізька обл.                                       | 5В55                                                  | 0/20                                                | нічний ракетний удар, наслідки не встановлено          |
|                                                       |                                                       |                                                       |                                                     |                                                        |
| Київська обл.                                         | Київська обл.                                         | —                                                     | 0/5                                                 | енергетична інфраструктура, пошкодження уламками       |
| Одеська обл.                                          | Одеська обл.                                          | —                                                     | 0/5                                                 | енергетична інфраструктура                             |
|                                                       |                                                       |                                                       |                                                     |                                                        |
| Київ                                                  | Київ                                                  | —                                                     | 47/47                                               | перехоплено українською ППО                            |
| Вінницька обл.                                        | Вінницька обл.                                        | Х-101                                                 | 47/47                                               | перехоплено українською ППО                            |
| Одеська обл.                                          | Одеська обл.                                          | Калібр                                                | 47/47                                               | перехоплено українською ППО                            |
| Миколаївська обл.                                     | Миколаївська обл.                                     | —                                                     | 47/47                                               | перехоплено українською ППО                            |
| Херсонська обл.                                       | Херсонська обл.                                       | —                                                     | 47/47                                               | перехоплено українською ППО                            |
| Україна                                               | Україна                                               | Х-59                                                  | 3/3                                                 | впали в процесі польоту                                |
| Одеська обл.                                          | Одеська обл.                                          | —                                                     | 1/1                                                 | повторний удар по Одещині, перехоплено українською ППО |
| Україна загалом (не рахуючи систем С-300 та Іскандер) | Україна загалом (не рахуючи систем С-300 та Іскандер) | Україна загалом (не рахуючи систем С-300 та Іскандер) | 51/56                                               | жертви: 11/11                                          |
| Відсоток перехоплених ракет ППО та іншими засобами:   | Відсоток перехоплених ракет ППО та іншими засобами:   | Відсоток перехоплених ракет ППО та іншими засобами:   | Відсоток перехоплених ракет ППО та іншими засобами: | 91%                                                    |
|                                                       |                                                       |                                                       |                                                     |                                                        |
| Республіка Калмикія                                   | Улан-Хол                                              | Х-101                                                 | 1/1                                                 | впали в процесі польоту                                |

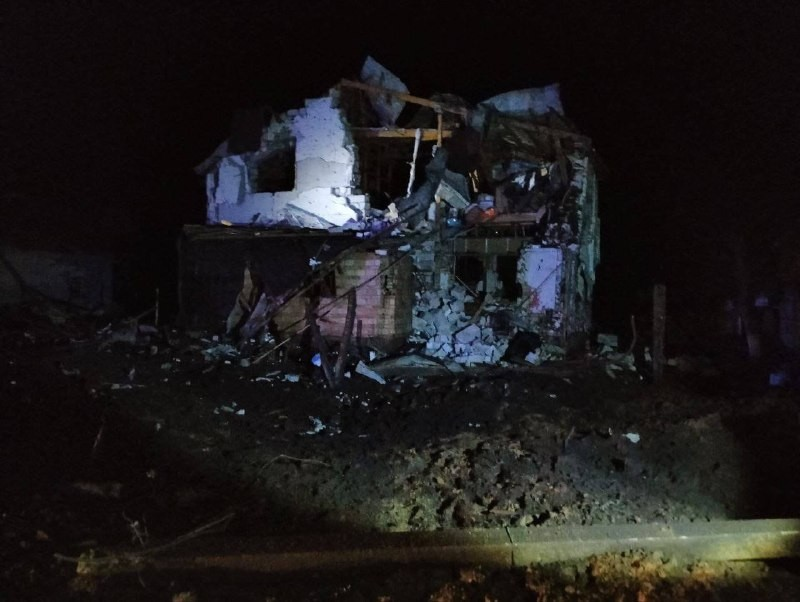
Руйнування в Київській області від нічної атаки дронами

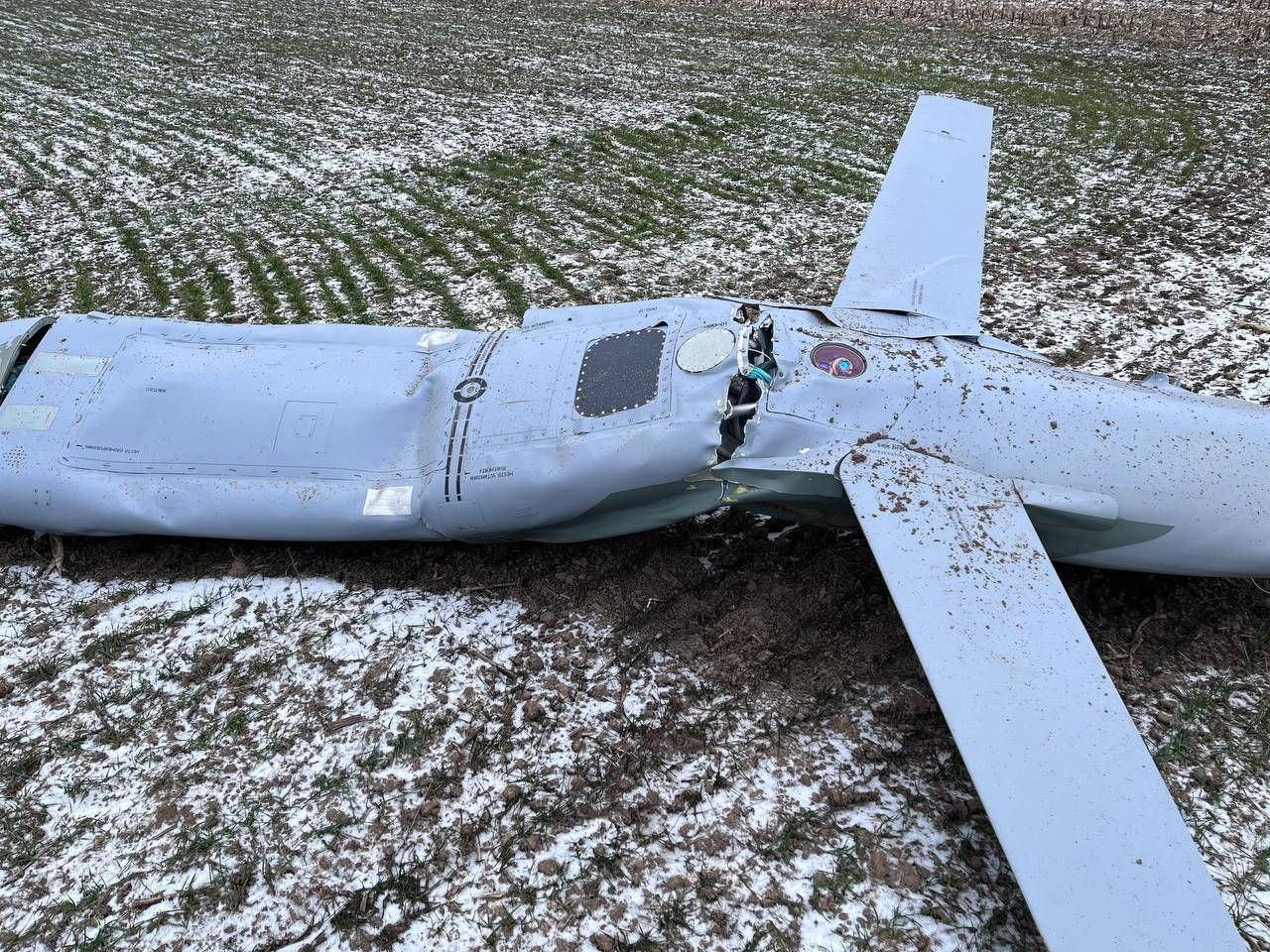
Ракета Х-101, збита в Вінницькій області

Попри те, що всі випущені вночі БПЛА були збиті, в Київській області було зафіксовано й влучання, внаслідок якого пошкоджено 5 житлових будинків, 7 об'єктів та споруд, пошкоджено 40 автомобілів.
Друга хвиля сталась на світанку: було чутно вибухи в Одесі, Миколаєві, Вінниці та Київщині, зафіксовані влучання в Вінниці, Одесі, Києві.
Ворог атакував Україну з літаків Ту-95МС (шість бортів), Су-35 та МіГ-31К та кораблів з акваторії Чорного моря. Були застосовані крилаті ракети Х-101, Х-55/Х-555, Х-59, «Калібр» та аеробалістичні Х-47 «Кинжал». Також ворог обстрілював об'єкти критичної інфраструктури в Запорізькій області ракетами від С-300.
Силами і засобами Протиповітряної оборони України було збито 47 ракет із 55, причому 20 з них — навколо столиці, а три з чотирьох ракет Х-59 не досягли цілей.
На підльоті до столиці було знищено ракету Х-55 з імітатором ядерної бойової частини, її уламки впали в районі Борисполя. Такі ракети Росія використовує для перенасичення систем протиповітряної оборони.
Зафіксовані випадки затирання серійних номерів на ракетах Х-101 з метою приховати дату виробництва.
Гіперзвукових ракет «Кинджал» було випущено дві: по об'єктах у Києві та в Запоріжжі.
Наступного дня по промислових об'єктах в Запоріжжі було завдано удару вже ракетами ОТРК «Іскандер».

## Наслідки
Через ракетну атаку ворога у деяких областях запроваджено аварійні відключення світла. Найбільше від ударів росіян по енергооб'єктах постраждали Київська, Одеська та Вінницька області. Ракети влучили у п'ять високовольтних підстанцій у центральному, південному та південно-західному регіонах.
Зафіксовано влучання та пошкодження обладнання у південному, центральному та південно-західному регіонах, у Дніпровському регіоні на одному з енергооб'єктів знищено основне високовольтне обладнання. На Одещині ситуація була найважча через пошкодження підстанцій. Вже надвечір вдалось відновити попередні рівні генерації електричної енергії.
Внаслідок цього та попередніх ударів, наступного дня в 10 областях було запроваджено аварійні відключення світла.
Через проблеми з електричним живленням та пошкодження контактної мережі мали місце затримки потягів, а пасажирів деяких рейсів довелось пересадити на поїзди з дизельною тягою.
Станом на кінець січня 2023 року в електричній системі України в пікові години споживання (ранок та вечір) існував дефіцит генерації до 5 ГВт, а вночі дефіцит становив близько 3 ГВт. При цьому на окупованих територіях опинилось генеруючих потужностей до 10 ГВт.